# Marta Segarra
Marta Segarra Montaner (Barcelona, 25 de octubre de 1963) es una filóloga, catedrática universitaria e investigadora española que desarrolla su trabajo principalmente en los ámbitos de los estudios de género y sexualidad, de la biopolítica y el posthumanismo, y de los estudios culturales (literatura, cine y teatro).

## Biografía
Licenciada en Filología románica por la Universidad de Barcelona en 1986, alcanzó el doctorado por la misma universidad en 1990. Marta Segarra es catedrática de literatura francesa y de estudios de género en la Universidad de Barcelona (UB), donde imparte clases en el máster en Género, Diferencia y Poder. Desde 2015 es directora de investigación en el Laboratorio de estudios de género y sexualidad-LEGS, del Centre Nationale de la Recherche Scientifique de París. Es cofundadora del Centre Dona i Literatura, donde permaneció entre 1994 y 2013 y de la cátedra UNESCO "Mujeres, desarrollo y culturas" en la Universidad de Barcelona donde estuvo entre 2004 y 2015. Anteriormente Segarra fue profesora invitada en la Universidad de París 8 Vincennes, en el Colegio Internacional de Filosofía de París, en la Universidad Cornell y en la Universidad  de California en Berkeley, entre otros centros.
Su investigación se centra en los estudios de género y sexualidad, la literatura y la mujer, la literatura francófona en el ámbito del Magreb y, en general, la relación entre la cultura, la política y la sexualidad. Segarra ha publicado numerosos libros y más de un centenar de artículos en publicaciones especializadas en estos campos: Teoría de los cuerpos agujereados (Melusina, 2014), L’habitació, la casa, el carrer (CCCB, 2014) y Escriure el desig. De La Celestina a Maria-Mercè Marçal (Afers, 2013), entre otros. También ha editado varios volúmenes colectivos, como Représentation et non-représentation des Roms en Espagne et en France (con Éric Fassin, 2018), Differences in common: Gender, Vulnerability and Community (con Joana Sabadell-Nieto, Brill, 2014) o Thinking (of) Animals after Derrida (con Anne E. Berger, Rodopi, 2010).
Es directora de la colección “Mujeres y Culturas” de Icaria Editorial, de la revista internacional Expressions Maghrébines y forma parte de los equipos de redacción de diversas publicaciones como Critical Studies (Rodopi). Marta Segarra ha sido galardonada con el premio ICREA Acadèmia 2009 a la excelencia investigadora en el ámbito catalán.